# 芒洛医生
《芒洛医生》（英語：Monroe）是一部英国医务剧，讲述了神經外科医生加布里埃尔·门罗（詹姆斯·内斯比特饰）的故事，探索了医院医生与同事、患者和家属之间的复杂关系和情感。
本剧在医务剧The Bill取消后播出，在2011年和2012年于獨立電視台播出了两季，将不会继续制作。